# Hollandia (bier)
Hollandia is een pilsmerk dat gebrouwen wordt door Royal Swinkels. Het bier heeft een alcoholpercentage van 5%.
Hollandia wordt gebrouwen met puur natuurlijke grondstoffen en claimt een hoge kwaliteit hop. Het water dat gebruikt wordt, is afkomstig uit de eigen fabriek van Bavaria.
De populariteit van Hollandia groeit vooral buiten Nederland. Dit is vooral te danken aan de logistiek. Omdat al het bier afkomstig is van één brouwerij, kan de kwaliteit constant genoemd worden.